# Carlos Mendoza (beisbolista)
Carlos Enrique Mendoza (Barquisimeto, 27 de noviembre de 1979) es un entrenador de béisbol profesional venezolano de los Mets de Nueva York de la Major League Baseball (MLB). Anteriormente se desempeñó como entrenador de banca de los Yankees de Nueva York.

## Como jugador
Mendoza nació, creció en Barquisimeto, estado Lara. Asistió al colegio Andrés Bello, de esa ciudad.  Firmó como agente libre con los Gigantes de San Francisco y también jugó para la organización de los Yankees de Nueva York como jugador de cuadro utilitario. Mendoza jugó en Ligas Menores de Béisbol durante 13 temporadas. En Venezuela, jugó como infielder para los Cardenales de Lara por tres temporadas, del 2007 al 2010.Mendoza se llevó el premio al Novato del Año de la LVBP en la temporada 2000-01 con los Tiburones de La Guaira y obtuvo un anillo de campeón vistiendo el uniforme de los Navegantes del Magallanes en 2002.

## Como entrenador
Mendoza se convirtió en miembro del cuerpo técnico de los Yankees de Staten Island en 2009, antes de unirse a los Charleston RiverDogs en 2010. Durante la campaña de 2011, se desempeñó como gerente de los Yankees de la Liga de la Costa del Golfo. Luego regresó a los RiverDogs como su entrenador antes de la temporada 2012. Se convirtió en instructor defensivo itinerante en la organización de los Yankees después de la temporada 2012.
Después de la temporada 2017, los Yankees ascendieron a Mendoza a su cuerpo técnico de Grandes Ligas como entrenador de cuadro. El 11 de noviembre de 2019, Mendoza fue nombrado entrenador de banca de los Yankees, en sustitución de Josh Bard.
El 6 de junio de 2021, Mendoza fue expulsado por primera vez en su carrera en la MLB por el árbitro de segunda base Bill Miller. El juego también vio al entrenador de los Yankees, Phil Nevin, expulsado por el árbitro del plato Gabe Morales en la entrada anterior. 
El 13 de noviembre de 2023, Mendoza fue nombrado mánager de los Mets de Nueva York. Firmó un contrato de tres años con opción del club por un cuarto año. 
En Venezuela, dirigió a los Cardenales durante las campañas 2021-22 y 2022-23. También fue coach de la banca de los larenses en la temporada del 2017-18. 

### Registro gerencial

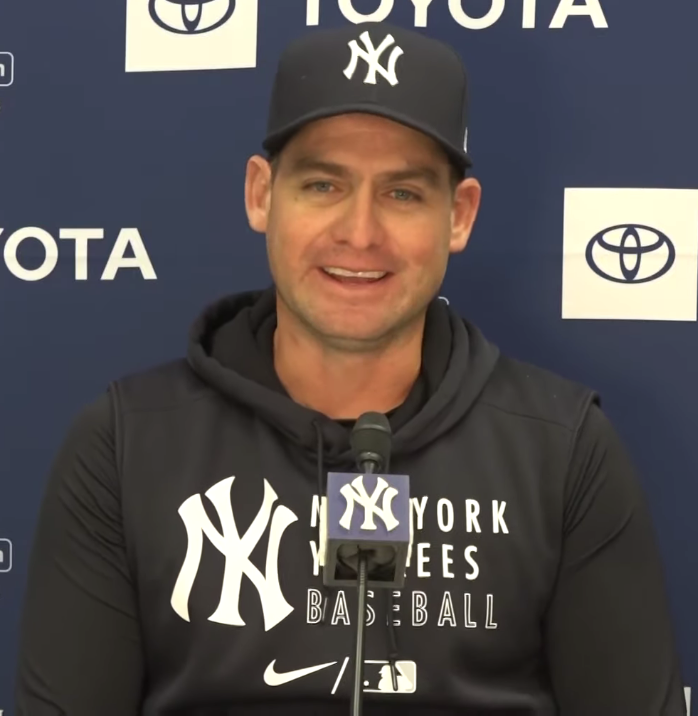
Mendoza con los Yankees, en 2021

### Registro gerencial[13]
| Equipo | Año   | Temporada regular | Temporada regular | Temporada regular | Temporada regular | Temporada regular | Postemporada | Postemporada | Postemporada | Postemporada | Postemporada |
| Equipo | Año   | Juegos            | Ganado            | Perdido           | Ganar %           | Finalizar         | Ganado       | Perdido      | Ganar %      | Resultado    |              |
| ------ | ----- | ----------------- | ----------------- | ----------------- | ----------------- | ----------------- | ------------ | ------------ | ------------ | ------------ | ------------ |
| NYM    | 2024  | 79                | 40                | 39                | .506              |                   | –            | –            | –            |              |              |
| Total  | Total | 79                | 40                | 39                | .506              |                   | 0            | 0            | –            |              |              |

## Vida personal
En septiembre de 2009, contrajo matrimonio con Francis Gricel Reyes, tiene dos hijos. 